# Hipposideros commersoni
Hipposideros commersoni — є одним з видів кажанів родини Hipposideridae.

## Поширення
Країни поширення: Мадагаскар. Знайдений на висотах від рівня моря до 1350 м над рівнем моря. Цей вид зустрічається в різних типах рослинності, в тому числі сухих листяних, прибережних і галерейних лісах. Лаштує сідала великими колоніями в печерах і поодинці на периферійних гілках великого дерева; часто також використовує будівлі. Самці значно більші за самиць. Фахівець з полювання на жуків.

## Загрози та охорона
Крім втрати місць проживання, виду також загрожує полювання. Цей вид зустрічається в багатьох природоохоронних територіях.